# Koziejówka (góra)
Koziejówka (636 m) – szczyt w Paśmie Jaworzyny w  Beskidzie Sądeckim. Wznosi się nad  miejscowością Muszyna i rzeką Muszynka w krótkim grzbiecie, w którym oprócz Koziejówki wyróżnia się jeszcze Nowińska Góra (710 m) i Wielki Łazek (698 m). Zachodnie stoki tego grzbietu opadają do doliny potoku Szczawnik i jego dopływu – Złockiego Potoku, a stoki wschodnie do doliny potoku Jastrzębik. Od Wielkiego Łazka oddziela Koziejówkę dolina niewielkiego potoku uchodzącego do Muszynki. Stoki nad tym potokiem są bezleśne aż po sam wierzchołek, poza tym Koziejówka jest zalesiona.
Koziejówka znajduje się na granicy dwóch miejscowości: Muszyny i Złockiego. Jest niemal całkowicie zalesiona. W Złockim, u jej północnych podnóży, nad Złockim potokiem w okresie letnim czynna jest studencka baza namiotowa Muszyna-Złockie. W południowo-zachodnim kierunku od wierzchołka Koziejówki aż do Popradu ciągnie się zalesiony grzbiet zakończony wzniesieniem zwanym Basztą. Na wzniesieniu tym, pomiędzy ujściami Szczawnika i Muszynki do Popradu znajdują się ruiny Zamku w Muszynie.

## Szlaki turystyczne
– żółty: Muszyna – Koziejówka – Złockie – Szczawnik – Jaworzynka. 3.20 h, ↓ 2.45 h